# Mistrzostwa Polski w Badmintonie 2006
42. Mistrzostwa Polski w badmintonie odbyły się w dniach 3-5 lutego 2006 roku w Słupsku.

## Klasyfikacja medalowa
| Konkurencja:            | Złoto:                                                               | Srebro:                                                                       | Brąz: |
| gra pojedyncza kobiet   | Angelika Węgrzyn (Technik Głubczyce)                                 | Dorota Grzejdak (Masovia Płock)                                               | Kamila Augustyn (Piast-B Słupsk) Agnieszka Jaskuła (Piast-B Słupsk)                                                                     |
| gra pojedyncza mężczyzn | Przemysław Wacha (Technik Głubczyce)                                 | Dariusz Zięba (SKB Suwałki)                                                   | Hubert Pączek (AZS Kraków) Rafał Hawel (Technik Głubczyce)                                                                              |
| gra podwójna kobiet     | Kamila Augustyn (Piast-B Słupsk) Nadieżda Kostiuczyk (SKB Suwałki)   | Angelika Węgrzyn (Technik Głubczyce) Agnieszka Wojtkowska (Technik Głubczyce) | Małgorzata Kurdelska (AZSUW Warszawa) Paulina Matusewicz (Piast-B Słupsk) Barbara Kulanty (AZS Kraków) Joanna Szleszyńska (SKB Suwałki) |
| gra podwójna mężczyzn   | Rafał Hawel (Technik Głubczyce) Przemysław Wacha (Technik Głubczyce) | Jacek Hankiewicz (SKB Suwałki) Damian Pławecki (AZS Kraków)                   | Michał Łogosz (SKB Suwałki) Robert Mateusiak (SKB Suwałki) Łukasz Moreń (Piast-B Słupsk) Wojciech Szkudlarczyk (Piast-B Słupsk)         |
| gra mieszana            | Robert Mateusiak (SKB Suwałki) Nadieżda Kostiuczyk (SKB Suwałki)     | Michał Łogosz (SKB Suwałki) Joanna Szleszyńska (SKB Suwałki)                  | Maciej Kowalik (Piast-B Słupsk) Marlena Flis (Piast-B Słupsk) Damian Pławecki (AZS Kraków) Monika Bieńkowska (Masovia Płock)            |